# 7928 Біжауї
7928 Біжауї (7928 Bijaoui) — астероїд головного поясу.
Тіссеранів параметр щодо Юпітера — 3,166.